# Tetracyanoethylen
Tetracyanoethylen – auch abgekürzt TCNE (TetraCyaNoEthylen) – ist eine hygroskopische organische Verbindung aus der Stoffgruppe der Nitrile und hat eine flache, ebene Struktur.

## Darstellung und Reaktionen
Tetracyanoethylen wird durch Bromierung von Malonsäuredinitril in Gegenwart von Kaliumbromid hergestellt, wobei ein Kaliumbromid-Komplex erhalten wird, der anschließend mit Kupferpulver in der Hitze dehalogeniert wird.
{\displaystyle \mathrm {4\ H_{2}C(CN)_{2}\ {\xrightarrow[{H_{2}O,\ \Delta }]{8\ Br_{2},\ KBr}}\ KBr+[Br_{2}C(CN)_{2}]_{4}} }
{\displaystyle \mathrm {KBr+[Br_{2}C(CN)_{2}]_{4}\ {\xrightarrow[{-KBr,\ CuBr_{2}}]{Cu,\ \Delta }}\ (CN)_{2}C=C(CN)_{2}} }
Oxidation von Tetracyanoethylen mit Wasserstoffperoxid führt zum Tetracyanoethylenoxid, welches für ein Epoxid ungewöhnliche chemische Eigenschaften aufweist.
{\displaystyle \mathrm {(CN)_{2}C=C(CN)_{2}\ {\xrightarrow[{-4\ bis\ 10\ ^{\circ }C}]{H_{2}O_{2},\ CH_{3}CN}}\ (CN)_{2}C{\frac {\diagup O\diagdown }{}}C(CN)_{2}} }

## Eigenschaften
Tetracyanoethylen sublimiert bei 130–140 °C und 0,133 hPa. TCNE besitzt eine monokline Kristallstruktur mit der Raumgruppe P21/n (Raumgruppen-Nr. 14, Stellung 2) mit einer Einheitszelle mit a = 7,4890 Å, b = 6,2045 Å, c = 69911 Å und β = 97,235°.
TCNE wird oft als Elektronenakzeptor eingesetzt. Cyanogruppen weisen {\displaystyle \pi }*-Orbitale mit niedriger Energie auf, und die Gegenwart von vier solchen Gruppen, deren {\displaystyle \pi }-Systeme durch die zentrale C=C-Doppelbindung verbunden (konjugiert) sind, ergibt einen hervorragenden Elektronenakzeptor. So reagiert TCNE mit Iodiden unter Bildung des Radikalanions.
{\displaystyle \mathrm {(CN)_{2}C=C(CN)_{2}+I^{-}\ {\xrightarrow {}}\ [(CN)_{2}C=C(CN)_{2}]^{-}+{\dfrac {1}{2}}I_{2}} }

## Verwendung
Wegen der Planarität des Moleküls und seiner Fähigkeit, leicht Elektronen aufzunehmen, ist TCNE auch verwendet worden, eine Reihe organischer Supraleiter herzustellen – üblicherweise als ein-Elektron-Oxidationsmittel für einen organischen Elektronendonator. Solche Charge-Transfer-Komplexe werden (nach Klaus Bechgaard) manchmal Bechgaard-Salze genannt.

## Sicherheit
TCNE hydrolysiert in Wasser und an feuchter Luft zu sehr giftiger Blausäure. Entsprechende Vorsichtsmaßnahmen sollten beim Umgang mit der Substanz eingehalten werden.